# 潤音
潤音（じゅんね、1987年2月23日 - ）は、日本のグラビアアイドル。

## 人物・来歴
岐阜県出身。
フルネーム『岡田潤音（おかだじゅんね）』でグラビア掲載されたこともある。
2006年、デビュー。
元AV女優、グラビアアイドルの岡田真由香は実姉。

## 主な主演作品

### テレビ
- ガダルカナル・タカのでるネット編集部（BS-i）
- 体当たり下克上！劇団「アイドル座！」（MONDO21）
- 『ぷっ』すま（2009年7月21日、テレビ朝日）

### DVD
- EIGHT 潤音（2006年8月26日、レイフル）
- 大爆乳姉妹ワイルドカップ220cm 岡田真由香・潤音（2006年9月1日、BNS） - 共演：岡田真由香
- おっぱいEIGHT 潤音（2006年9月22日、レイフル）
- EIGHT 潤音&岡田真由香（2006年11月18日、レイフル） - 共演：岡田真由香
- 潤音（2006年12月22日、日本メディアサプライ）
- どんぶりーず（2007年2月23日、ビデオメーカー） - 共演：岡田真由香
- 潤音 J-cup BOMBER（2007年3月23日、マーレ）
- EIGHT 潤音&岡田真由香2（2007年6月24日、レイフル）
- 乳だらけ（2007年6月25日、エアーコントロール） - 共演：岡田真由香、風子
- BIG CATCH!-ビッグ キャッチ-（2007年7月20日、ラインコミュニケーションズ）
- ハミーパイ（2007年9月21日、日本メディアサプライ） - 共演：岡田真由香
- 乳乳パラダイス（2007年12月15日、ラインコミュニケーションズ） - 共演：岡田真由香
- セクシーダイナマイト（2008年4月11日、スパークビジョン）
- Pink Pie Jack 岡田姉妹（2008年7月19日、エキスプレス） - 共演：岡田真由香
- KカップYOGA（2008年11月28日、オルスタックピクチャーズ） - R-15指定
- パンティ21（2009年3月27日、オルスタックピクチャーズ）
- 緊縛 （2010年3月25日、エアーコントロール） - R18指定
- 呪縛 （2010年5月25日、エアーコントロール） - R18指定
- 自慰 （2010年6月25日、エアーコントロール） - R18指定
- FL （2010年7月25日、エアーコントロール） - R18指定
- FULL NUDE（2012年2月25日、エアーコントロール） - R18指定
- ALL NUDE（2013年6月25日、エアーコントロール） - R18指定

### 写真集
- MoistureTone-潤う音色（2012年2月15日、双葉社、撮影：福島裕二）ISBN 978-4575303964